# Compagnia Trasporti Laziali
La Compagnia Trasporti Laziali ou COTRAL est une compagnie italienne de transport public créée en 2000 dans le Latium. Elle assure le transport des voyageurs dans toute la région en assurant, avec 220 lignes, la desserte des 376 communes de la région Latium.
L'origine de la COTRAL remonte à 1899 avec la création de la Società delle Tramvie e Ferrovie Elettriche di Roma - STEFER, dont elle est une lointaine émanation après sa disparition en 1976 pour la création de l'A.CO.TRA.L. et devenir COTRAL, officiellement créée en 2000.

## Histoire
Le premier réseau de transports en commun du Latium débute le 29 novembre 1899 avec la création de la compagnie STEFER, la première "Société de Tramways et de Transport Ferroviaire Électrifié" de Rome.
À travers cette société, la politique des transports de l'époque voulait orienter des investissements vers une activité vraiment utile pour la collectivité. (NDR : petit rappel, si Rome a été la capitale de l'Empire romain pendant 357 ans, à cette époque Rome n'était devenue capitale de l'Italie que depuis 1871. Précédemment ce n'était que la capitale des États pontificaux durant 11 siècles. Rome est la commune la plus peuplée d'Italie et la troisième plus étendue d'Europe après Moscou et Londres. Son aire urbaine recensait 4,36 millions d'habitants en 2016). 
Le programme des transports en commun de Rome prévoyait « des voies ferrées et des tramways à traction animale, à vapeur ou électrique ». Ce programme, présenté aux dirigeants de la Province et à la mairie de Rome, fut le déclenchement de la constitution d'un très vaste réseau de transports comprenant très vite un réseau de tramways, trains et autobus qui s'étendit jusque dans la province voisine de Frosinone, en suivant les anciennes voies romaines Casilina, Anagnina, Prenestina, Tuscolana, Appia et surtout vers la ville et le port d'Ostie.
Le programme de transports en commun romain et les décisions gouvernementales de la période fasciste incitèrent toutes les municipalités, qui ne disposaient encore pas de réseaux municipaux, de constituer les fameuses sociétés "ATM" Sociétés Municipales de Transport.
L'année 1941 représente une étape importante dans l'histoire des transports en commun du Latium. Le 26 juillet, STEFER rachète la concession de la voie ferrée Rome-Ostia  Lido inaugurée le 10 août 1924. Le 18 août elle rachète également la concession de la ligne Rome-Fiuggi. C'était la première fois qu'un tel regroupement était opéré.
Le 22 avril 1952, le Président de la République italienne Luigi Einaudi, inaugure la ligne ferroviaire urbaine partant de la gare Rome Magliana de la ligne ferroviaire Rome-Ostia Lido et la ligne B du métro de Rome  du métro entre Termini et le nouveau quartier EUR, créé pour l'Exposition Universelle Rome 1942. (NDR : l'Italie n'avait quitté le statut de la royauté pour devenir une république que depuis 1946)
Le 6 novembre 1976, une révolution dans le monde des transports en commun italiens s'annonce, les sociétés publiques STEFER et S.R.F.N. fusionnent pour donner naissance à A.CO.TRA.L. - Azienda COnsortile TRAsporti Laziali Groupement des Transports du Latium. Vers la fin des années 1970, dans le cadre de l'extension du réseau métropolitain de Rome, A.CO.TRA.L. s'est vu confier la gestion de la ligne A du métro de Rome , ouverte en 1980.
Conformément à la loi instaurant une décentralisation accrue avec la réforme des pouvoirs et autonomies locales, loi n° 142 du 8 juin 1990, le 24 février 1993, A.CO.TRA.L. devient CO.TRA.L. - COnsorzio TRAsporti Pubblici Lazio et reprend de fait toutes les concessions de la Région Latium pour les transports en commun extra-urbains routiers, celles de Rome Capitale pour la gestion des lignes A & B du métro, et celles du Ministère des Transports pour les concessions des voies ferrées Rome-Lido, Rome-Pantano et Rome-Viterbo.
De plus, cette nouvelle entité publique s'est vu confier la gestion directe des services de transports collectifs des personnes sur la Commune de Rome et des cinq provinces du Latium.
En 1997, CO.TRA.L. S.p.A. – Consorzio Trasporti Pubblici del Lazio, est, de fait, l'unique entreprise publique agréée pour gérer l'immense réseau de transports en commun de la région qui relie les communes entre elles et à la capitale. Aussi, pour respecter les consignes européennes qui interdisent les situations de monopole, même d'entreprises publiques, selon le décret n° 422/97 dit Bassanini bis, CO.TRA.L. a dû se diviser en deux sociétés indépendantes :
- Metroferro S.p.A., renommé Met.Ro. en 2001 puis, en 2010, intégrée dans ATAC, l'entreprise publique de transports en commun de la ville de Rome Capitale,
- Linee Laziali S.p.a. devenu Cotral S.p.A. en 2001.

L'actionnaire unique de la compagnie publique Cotral S.p.A. – Compagnia dei Trasporti Laziali, est la Région Latium.
CoTral S.p.A. est la plus importante entreprise italienne de transports extra-urbains sur route avec une amplitude de service de 20 heures par jour, 365 jours par an pour garantir le transport des voyageurs des 376 communes de la région avec 220 lignes régulières et 8.472 trajets quotidiens.

## Activité

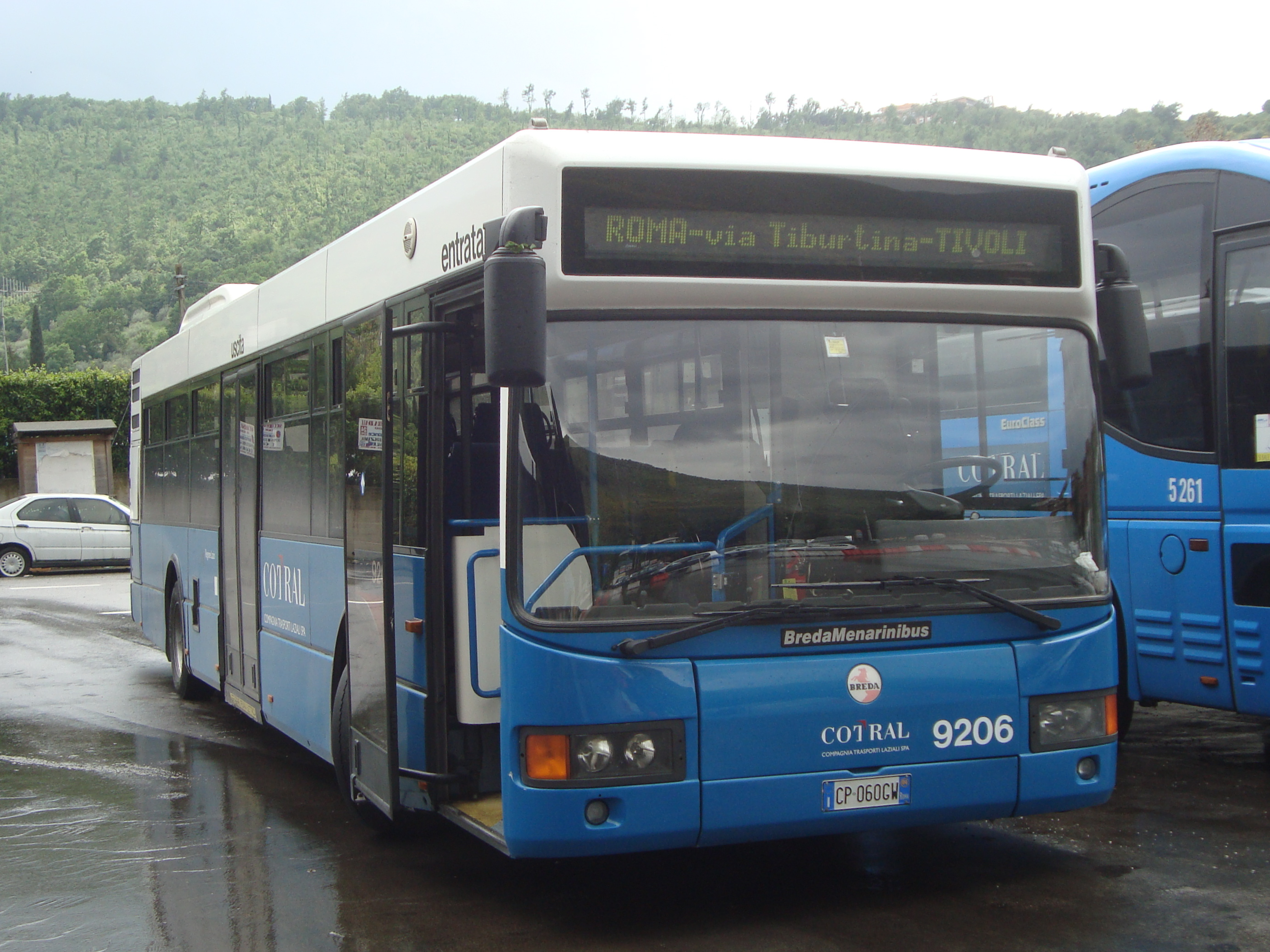
Autobus BredaMenarinibus COTRAL à Tivoli

La COTRAL assure la desserte de 376 communes du Latium principalement dans les provinces de Rome, Rieti, et Viterbo, sur plus de 11 700 kilomètres de routes grâce à ses autobus répartis sur 50 sites d'exploitation assurant quotidiennement 8 472 trajets sur ses 220 lignes en exploitation. La fréquentation annuelle de la COTRAL est de plus de 100 millions de passagers.
Son réseau est couplé aux lignes métropolitaines romaines de l'ATAC.
En 2018, la flotte Cotral comptait 1.563 autobus dont 40 alimentés au GPL. Chaque véhicule parcourt en moyenne 48.064 km par an. L'âge moyen est de 11,3 ans. Le service est couvert pendant 20 heures quotidiennement.